# Historia de los ministerios de Turismo de España
Este artículo trata sobre los ministerios españoles que, a lo largo de la historia, han asumido competencias en materia de Turismo.

## Historia
El origen de la administración turística se remonta al Decreto de 6 de octubre de 1905 por el que se creó la Comisión Nacional de Turismo, adscrita al Ministerio de Fomento. En 1911 la Comisaría Regia de Turismo continúa el trabajo de la Comisión Nacional, y restaura museos y monumentos y en 1928 se crea el Patronato Nacional de Turismo, que auspició la apertura de las primeras oficinas de turismo en España y en el exterior. El Patronato mantuvo su vigencia hasta el inicio de la guerra civil española.
Tras la contienda, se creó la Dirección General del Turismo dependiente del Ministerio de la Gobernación y en 1951 alcanzó rango ministerial con la aparición del Ministerio de Información y Turismo. En 1962 la única Dirección General del departamento se escinde en dos: Dirección General de Promoción del Turismo y Dirección General de Empresas y Actividades Turísticas.
Tras la instauración del régimen democrático se suprime el Ministerio de Información y Turismo y desde entonces la competencia estatal en materia de Turismo ha pasado por varios Ministerios:
- Comercio y Turismo (1977-1980).
- Transportes, Turismo y Comunicaciones (1980-1991).
- Industria, Comercio y Turismo (1991-1993).
- Comercio y Turismo (1993-1996).
- Economía y Hacienda (1996-2000).
- Economía (2000-2004)
- Industria, Turismo y Comercio (2004-2011).
- Industria, Energía y Turismo (2011-2016).[2]
- Energía, Turismo y Agenda Digital (2016-2018).
- Industria, Comercio y Turismo (2018-2023).
- Industria y Turismo (2023- )

Por otro lado, en 1984 se creó el Instituto Nacional de Promoción del Turismo, INPROTUR, que pasó en 1991 a denominarse Instituto de Turismo de España (TURESPAÑA).

## Lista de Secretarios de Estado de Turismo
- Ignacio Aguirre Borrell (1977-1981) (1).
- Eloy Ybáñez Bueno (1981-1982) (1).
- José Manuel Fernández Norniella (1996-1998) (2), en el Ministerio de Economía y Hacienda.
- Elena Pisonero Ruiz (1998-2000) (2), en el Ministerio de Economía y Hacienda.
- Juan Costa Climent (2000-2003) (3), en el Ministerio de Economía.
- Francisco Utrera Mora (2003-2004) (3), en el Ministerio de Economía.
- Pedro Mejía Gómez (2004-2008) (4).
- Joan Mesquida Ferrando (2009-2010) (1)
- Isabel Borrego (2011-2016). (1)
- Matilde Asian González (2016-2018). (1)
- Isabel María Oliver Sagreras (2018-2020). (1)
- Fernando Valdés Verelst (2020-2022). (1)
- Rosa Ana Morillo Rodríguez (2022-2024). (1)
- Rosario Sánchez Grau (2024- ). (1)

(1) Turismo.
(2) Comercio y Turismo y PYME.
(3) Comercio y Turismo.
(4) Turismo y Comercio.

## Lista de Secretarios Generales de Turismo
- Joan Mesquida (Secretario general de Turismo y Comercio Interior) (2010-2011)
- Amparo Fernández González (2007-2008)
- Raimon Martínez Fraile (2004-2006)
- Germán Porras Olalla (2003-2004)
- Juan José Güemes Barrios (2000-2003)
- Miguel Góngora Benítez de Lugo (1994-1996)
- Fernando Panizo Arcos (1991-1994)
- Ignacio Fuejo Lago (1982-1991)

## Lista de directores generales
| - Dirección General del Instituto de Turismo de España - Miguel Ángel Sanz Castedo (2020- ) - Héctor José Gómez Hernández (2018-2019) - Manuel Butler Halter (2016-2018) - Marta Blanco Quesada (2013-2016) - Manuel Butler Halter (2012-2013) - Antonio Bernabé García (2008-2012) - Félix Larrosa Piqué (2007-2008) - Amparo Fernández González (2004-2007) - Carlos Horno Octavio (1996-2000) (*) - Paloma Notario Bodelón (1994-1996) - Mariano Zabía Lasala (1991-1994) - Luis Arranz Carro (1989-1991) - Julio Rodríguez Aramberri (1987-1989) - Dirección General de Turismo - Germán Porras Olalla (1998-2000) - Carlos Díaz Ruiz (1996-1998) - Dirección General de Promoción Turística - Paloma Notario Bodelón (1994-1996) - Mariano Zabía Lasala (1994) | - Dirección General de Promoción del Turismo - Juan Ignacio Vasallo Tomé (1982-1987) - Luis García Fernández (1982) - Luis Miravitlles Torras (1980-1982) - José Luis Zavala Richi (1977-1980) - Dirección General de Estrategia Turística - Celestino Alomar Mateu (1994-1996) - Dirección General de Políticas Turísticas - Ana Muñoz Llabrés (2024- ) - Dirección General de Política Turística - Celestino Alomar Mateu (1994) - Eduardo Fayos Sola (1991-1994) - Esperanza Galíano Ramos (1989-1991) - Francisco Candela Castrillo (1988-1989) - Julio Rodríguez Aramberri (1987) - Margarita González Liebman (1985-1987) |

(*) En el Ministerio de Economía